# Putridalem
Putridalem is een bestuurslaag in het regentschap Majalengka van de provincie West-Java, Indonesië. Putridalem telt 2357 inwoners (volkstelling 2010).